# Bachte

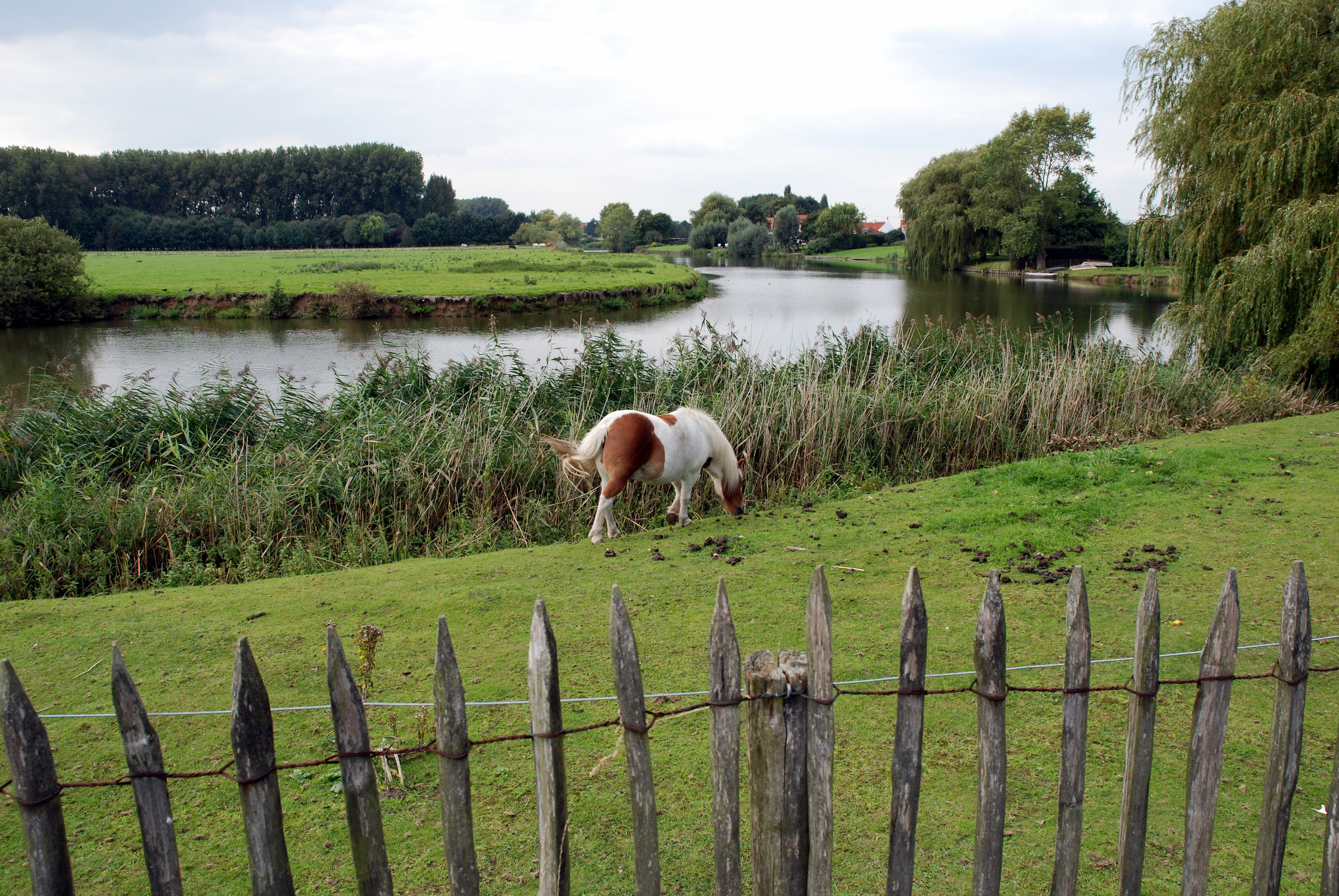
Afgesneden arm van de Leie in Bachte

Bachte is een dorpje in de Belgische provincie Oost-Vlaanderen. Het dorpje ligt in Bachte-Maria-Leerne, een deelgemeente van de stad Deinze.
Bachte ligt langs de weg tussen Deinze en Sint-Maria-Leerne, langs een tegenwoordig afgesneden arm van de Leie.

## Geschiedenis
Een oude vermelding van de plaats gaat terug tot 820. Het werd als "Bathio" vermeld in het Liber Traditionum van de Sint-Pietersabdij van Gent. De naam zou zijn afgeleid van een Germaanse persoonsnaam.
Het dorp is vermoedelijk ontstaan op het knooppunt van twee wegen: de heerbaan van Gent naar Deinze, en een aftakking daarvan in westelijke richting, de Ieperse aardeweg.
In 1823 werd Bachte met Sint-Maria-Leerne samengevoegd tot Bachte-Maria-Leerne.

## Bezienswaardigheden
- De Sint-Petrus-en-Pauluskerk.
- Onze-Lieve-Vrouw van Bachte-grot

## Natuur en landschap
Bachte ligt aan een meander van de Leie op een hoogte van ongeveer 12 meter. Ten westen van de kom werd het Schipdonkkanaal gegraven.

## Nabijgelegen kernen
Sint-Maria-Leerne, Vosselare, Deinze
Deelgemeenten: Astene · Bachte-Maria-Leerne · Deinze · Gottem · Grammene · Hansbeke · Landegem · Merendree · Meigem · Nevele · Petegem-aan-de-Leie · Poesele · Sint-Martens-Leerne · Vinkt · Vosselare · Wontergem · Zeveren

Overige plaatsen: Bachte · Sint-Maria-Leerne

Belgische gemeenten · Arrondissement Gent · Oost-Vlaanderen · Vlaanderen